# サンティアゴ・カルタヘナ
サンティアゴ・カルタヘナ・アルビストゥール（Santiago Cartagena Albistur, 2002年9月1日 - ）は、ウルグアイ・モンテビデオ県モンテビデオ出身のサッカー選手。セグンダ・ディビシオン・プロフェシオナル・デポルティーボ・マルドナド所属。ポジションはMF。

## クラブ経歴
2020年にナシオナルのトップチームに昇格。同年9月7日のCAセロ戦で、後半35分に交代出場でプロデビュー。更に試合終了間際にプロ初ゴールも決めるなど、華々しいデビュー戦を飾った。2021年4月にチームメイトのアクセル・ペレスとともにモンテビデオ・シティ・トルケに期限付き移籍。

## 代表歴
2019年にペルーで開催された南米U-17選手権に、U-17ウルグアイ代表で出場。グループリーグのコロンビア戦でゴールを決めるなど、全9試合に出場した。